# Kira Kirillovna của Nga
Kira Kirillovna của Nga (9 tháng 5 năm 1909 – 8 tháng 9 năm 1967) là con gái của Kirill Vladimirovich của Nga và Victoria Melita của Sachsen-Coburg và Gotha. Kira kết hôn với Louis Ferdinand của Phổ, cháu trai của Hoàng đế Đức Wilhelm II.